# Kostanjek
Kostanjek – wieś w Słowenii, w gminie Krško. W 2018 roku liczyła 130 mieszkańców.